# Douglas Bridges
Douglas Sutherland Bridges (* 1945) ist ein schottisch-neuseeländischer Mathematiker, der sich besonders mit konstruktiver Mathematik befasst.
Bridges studierte ab 1963 an der University of Edinburgh mit dem Bachelor-Abschluss 1967 und an der University of Newcastle mit dem Master-Abschluss 1968 bei John Ringrose. Nach einem weiteren pädagogischen Abschluss in Edinburgh war er ab 1969 Lehrer für Mathematik am Clifton College in Bristol. Ab 1972 setzte er sein Studium an der Universität Oxford fort und wurde 1975 bei Michael Dummett (und Robin Gandy) zum D. Phil. promoviert (Constructive mathematics–-its set theory and practice). Danach war er ab 1975 Lecturer, ab 1979 Senior Lecturer und ab 1982 Professor an der University of Buckingham, einer englischen Privatuniversität, und ab 1989 Professor und Vorstand der Mathematikfakultät an der University of Waikato in Hamilton in Neuseeland. Er war ab 1999 Professor, und seit 2015 Professor Emeritus, an der University of Canterbury in Neuseeland.
Er befasst sich mit Grundlagen der Mathematik und speziell konstruktiven Grundlagen der reellen und Funktional-Analysis, Topologie und Ringtheorie, mit konstruktiver reverser Mathematik (Klassifikation konstruktiver und nicht-konstruktiver Beweise nach den verwendeten Voraussetzungen) und Komplexitätstheorie. Außerdem befasst er sich mit mathematischer Volkswirtschaftslehre (Gleichgewicht, Nachfragefunktionen, Präferenzrelationen) und Quantenlogik und damit verbundenen Grundlagen der Physik. Er vollendete nach dem Tod von Errett Bishop dessen Monographie über konstruktive Mathematik in der Grundlehren-Reihe, die als Standardwerk gilt.
Er ist Fellow der Royal Society of New Zealand und Corresponding Fellow der Royal Society of Edinburgh. Er erhielt einen D.Sc. der Universität Oxford.

## Schriften
- Constructive Functional Analysis, Pitman 1979.
- mit Errett Bishop: Constructive Analysis, Grundlehren der mathematischen Wissenschaften 279, Springer-Verlag 1985.
- mit Fred Richman: Varieties of Constructive Mathematics, London Math. Society Lecture Notes 97, Cambridge Univ. Press, 1987.
- Computability: a mathematical sketchbook, Graduate Texts in Mathematics, Springer 1994.
- mit  Ghanshyam B. Mehta: Representations of preference orderings, Springer 1995.
- Foundations of Real and Abstract Analysis, Graduate Texts in Mathematics, Springer 1998.
- mit  Luminiţa Simona Vîţă: Techniques of Constructive Analysis, Universitext, Springer  2006.
- mit Vita: Apartness and Uniformity: A Constructive Development, Springer 2011.